# Capela de Santo António (Ponta do Sol)
A Capela de Santo António encontra-se situada na vila da Ponta do Sol. Actualmente funciona como sala de exposições da edilidade local.